# Serra Gaúcha
La Serra Gaúcha è una regione montuosa nella parte nord-orientale dello stato del Rio Grande do Sul, nel sud del Brasile.
La popolazione è soprattutto di origine tedesca e italiana. Di conseguenza, le città della Serra Gaúcha riflettono influenze tedesche e italiane attraverso la loro architettura, gastronomia e cultura.